# Claremont Institute
Il Claremont Institute è un think tank conservatore americano con sede a Upland, in California . L'istituto è stato fondato nel 1979 da quattro studenti di Harry V. Jaffa . L'Istituto pubblica la Claremont Review of Books , così come altri libri e pubblicazioni.

## Storia
L'Istituto venne fondato nel 1979 da quattro studenti del teorico politico Straussiano Harry V. Jaffa, professore emerito al Claremont McKenna College e alla Claremont Graduate University, anche se l'istituto non ha alcuna affiliazione con nessuno del Claremont Colleges . Sotto Jaffa e Larry P. Arnn, l'istituto divenne un importante think tank conservatore influenzato dalle idee del filosofo tedesco Leo Strauss, pubblicando su argomenti come la politica e le questioni conservatrici moderne, ed elargendo borse di studio. Alla fine degli anni '90, l'istituto lanciò progetti volti a "rivendicare" i padri fondatori americani dalla critica progressista sulla schiavitù e su altre problematiche.
Arnn ne fu presidente dal 1985 al 2000, fin quando divenne il dodicesimo presidente dell'Hillsdale College . Michael Pack è stato presidente dal 2015 a settembre 2017. Ryan Williams, che è stato Chief Operating Officer dell'organizzazione dal 2013, venne nominato presidente nel 2017.
Il Claremont Institute presenta pubblicazioni come: The Claremont Review of Books, The American Mind, The American Story Podcast e Claremont Books. La filiale a Washington D.C. del Claremont Institute, “The Center for the American Way of Life”, ha aperto nel febbraio 2021.
L'stituto sostiene anche diverse borse di studio e programmi simili, tra cui la Publius Fellowship, la Lincoln Fellowship, la John Marshall Fellowship e la Speech Writers Fellowship. I programmi includono il Centro per la giurisprudenza costituzionale. Le borse di studio in passato vennero ottenute da figure di spicco della destra come Laura Ingraham, Ben Shapiro, Mark Levin e Mary Kissel.
Il Claremont Institute assegna il Ronald Reagan Freedom Medallion, lo Statesmanship Award e ospita eventi annuali come il Claremont Institute Annual Gala. Al galà del 40º anniversario, l'ex segretario di Stato Mike Pompeo, che ha ricevuto il premio Statesmanship nel 2019, tenne un discorso in cui ha delineato i principi fondamentali che guidano la politica estera dell'amministrazione Trump.

### Collegamenti con l'amministrazione Trump
L'istituto fu uno dei primi difensori di Donald Trump.Il Daily Beast affermò che il Claremont Institute "probabilmente ha fatto più di qualsiasi altro gruppo per costruire una causa filosofica per il marchio del conservatorismo di Trump".
Nel settembre 2016 la Claremont Review of Books pubblicò l'editoriale " The Flight 93 Election " di Michael Anton. L'editoriale, scritto sotto pseudonimo, paragonava la prospettiva dei conservatori che lasciassero perdere Trump contro Hillary Clinton nelle elezioni presidenziali del 2016 con i passeggeri che non caricavano la cabina di pilotaggio dell'aereo della United Airlines dirottato da Al-Qaeda. L'articolo è diventato virale e ha ricevuto un'ampia copertura in tutto lo spettro politico. Rush Limbaugh ha dedicato un giorno della sua serie radiofonica alla lettura dell'intero saggio. Anton avrebbe continuato a servire sotto il presidente Trump come portavoce del Consiglio di sicurezza nazionale, ricoprendo la carica dal 2017 al 2018.
Nel 2019, Trump ha assegnato al Claremont Institute la National Humanities Medal.
Sempre nello stesso anno l'istituto divenne il centro di una polemica poiché aveva concesso una borsa di studio al teorico della cospirazione Pizzagate Jack Posobiec . L'editorialista della National Review Mona Charen scrisse che "Claremont si distingue per essersi acclamato con questo abbraccio del viscido lato inferiore della politica americana". Nel 2020, la rivista Slate ha definì l'istituto "una palude di febbre razzista con profonde connessioni con l'alt-right cospirativa", citando la borsa di studio di Posobiec e la pubblicazione di un saggio del 2020 del membro senior John Eastman che metteva in dubbio l'eleggibilità di Kamala Harris alla vicepresidenza.
Durante la pandemia di COVID-19 del 2020, l'istituto ha ricevuto tra $ 350.000 e $ 1 milione di prestiti federali per le piccole imprese dalla Chain Bridge Bank come parte del programma di protezione dello stipendio. L'istituto ha dichiarato che ciò gli consentirebbe di mantenere 29 posti di lavoro.

### Anni post-Trump
Nel 2021, il membro senior Glenn Ellmers ha scritto un controverso saggio su The American Mind di Claremont, sostenendo che gli Stati Uniti siano stati distrutti da nemici interni e che "la maggior parte delle persone che vivono negli Stati Uniti oggi - certamente più della metà - non siano americani in nessun senso significativo del termine».

## Pubblicazioni
Il Claremont Institute pubblica la Claremont Review of Books . Il CRB è curato da Charles R. Kesler e presenta colonne regolari di Martha Bayles e Mark Helprin . L'Istituto pubblica anche The American Mind . Matt Peterson, vicepresidente dell'istruzione di Claremont, è redattore; e James Poulos è redattore esecutivo. La pubblicazione ha caratterizzato saggi di Newt Gingrich, Sen. Todd Young, sen. Marco Rubio, Rep. Jim Banks e il senatore Tom Cotton .
L'Istituto pubblica anche libri dei propri studiosi. Gli studiosi di Claremont ospitano i podcast "The American Story", "The Roundtable" e The Close Read.

## Personale
- Ryan Williams (Presidente dell'Istituto)
- Douglas Bechler (VP Senior/direttore dello sviluppo)
- Bob Gransden (direttore finanziario)
- Charles Kesler (direttore della Claremont Review of Books)
- John Eastman (direttore fondatore del Center for Constitutional Jurisprudence)
- Matthew Peterson (editore fondatore di The American Mind, vicepresidente dell'istruzione)
- David Bahr (direttore senior della comunicazione e del marketing)
- Christine Barton (VP dello sviluppo)
- Arthur Milikh (direttore esecutivo del Center for the American Way of Life)
- James Poulos (editore esecutivo di The American Mind)[35]
- Seth Barron (direttore editoriale di The American Mind)